# Michael Tavera
Michael Anthony Tavera (* 24. September 1961 in Los Angeles) ist ein US-amerikanischer Komponist, der vor allem durch seine langjährige Arbeit an der Filmreihe „In einem Land vor unserer Zeit“ und mehreren Disney-Produktionen bekannt wurde.

## Leben
Michael Anthony Tavera begann mit dem Pianospiel im Alter von vier Jahren und fing mit dem Komponieren im Alter von zwölf Jahren an. Bereits während seiner Schulzeit fiel er mit seinen Kompositionen auf, sodass er einen Vertrag als Songwriter bei Criterion Music Publishing unterschrieb. Und obwohl er damit gutes Geld verdiente, ließ er den Vertrag auslaufen und konzentrierte sich voll und ganz auf das Komponieren, sodass er Ende der 1980er Jahre als Komponist von Fernsehserien wie Fantastic Max, Potsworth & Co. und The Completely Mental Misadventures of Ed Grimley engagiert wurde. Seitdem war Tavera vor allem für das Komponieren der Filmreihe In einem Land vor unserer Zeit und mehreren Disney-Produktionen verantwortlich, wovon am bekanntesten die Zeichentrickserien Mickys Clubhaus, Lilo & Stitch und Kuzco’s Königsklasse sind.
Michael Anthony ist mit Diane Michelle Weiss verheiratet, mit der er zwei gemeinsame Töchter hat.

## Filmografie (Auswahl)

### Filme
- 1988: Lucky Stiff
- 1992: Baby von der Bank (Frozen Assets)
- 1992: Ein Hund namens Beethoven (Beethoven)
- 1993: Blutige Ernte (Bitter Harvest)
- 1994: In einem Land vor unserer Zeit II – Das Abenteuer im Großen Tal (The Land Before Time II: The Great Valley Adventure)
- 1995: In einem Land vor unserer Zeit III – Die Zeit der großen Gabe (The Land Before Time III: The Time of the Great Giving)
- 1996: Brutale Liebe – und jeder schweigt (No One Would Tell)
- 1996: In einem Land vor unserer Zeit IV – Im Tal des Nebels (The Land Before Time IV: Journey Through the Mists)
- 1997: In einem Land vor unserer Zeit V – Die geheimnisvolle Insel (The Land Before Time V: The Mysterious Island)
- 1997: Liebling, jetzt haben wir uns geschrumpft (Honey, We Shrunk Ourselves)
- 1997: Mayday im Pazifik – Urlaub in der blauen Hölle (Two Came Back)
- 1997: Mr. Magoo
- 1997: Schwarze Messen auf dem Kampus (Dying to Belong)
- 1998: Cool Girl (Girl)
- 1998: In einem Land vor unserer Zeit VI – Der geheimnisvolle Berg der Saurier (The Land Before Time VI: The Secret of Saurus Rock)
- 1999: Die Invasion der Klapperschlangen (Silent Predators)
- 1999: Falcone – Im Fadenkreuz der Mafia (Excellent Cadavers)
- 1999: Feivel der Mauswanderer: Das Ungeheuer von Manhattan (An American Tail: The Mystery of the Night Monster)
- 2000: Der Fall Mona (Drowning Mona)
- 2000: In einem Land vor unserer Zeit VII – Der geheimnisvolle Zauberstein (The Land Before Time VII: The Stone of Cold Fire)
- 2000: Jamie und die Fünflinge (Quints)
- 2001: In einem Land vor unserer Zeit VIII – Der erste Schnee (The Land Before Time VIII: The Big Freeze)
- 2001: Mickys Grösstes Weihnachtsfest (Mickey's Magical Christmas: Snowed in at the House of Mouse)
- 2001: Verschwörung der Superschurken (Mickey's House of Villains)
- 2002: Cinderella 2 – Träume werden wahr (Cinderella II: Dreams Come True)
- 2002: In einem Land vor unserer Zeit IX – Die Reise zum großen Wasser (The Land Before Time IX: Journey to Big Water)
- 2003: In einem Land vor unserer Zeit X – Die große Reise (The Land Before Time X: The Great Longneck Migration)
- 2003: Schweinchen Wilburs großes Abenteuer (Charlotte's Web 2: Wilbur's Great Adventure)
- 2003: Stitch & Co. – Der Film (Stitch! The Movie)
- 2005: In einem Land vor unserer Zeit XI – Das Geheimnis der kleinen Saurier (The Land Before Time XI: Invasion of the Tinysauruses)
- 2006: In einem Land vor unserer Zeit XII – Die große Flugschau (The Land Before Time XII: The Great Day of the Flyers)
- 2007: In einem Land vor unserer Zeit XIII – Auf der Suche nach dem Beerental (The Land Before Time XIII: The Wisdom of Friends)
- 2010: Tom and Jerry Meet Sherlock Holmes
- 2011: Quest for Zhu
- 2012: Soldiers of Fortune
- 2012: Tom und Jerry – Robin Hood und seine tollkühne Maus (Tom and Jerry: Robin Hood and His Merry Mouse)
- 2014: Tom und Jerry und der verlorene Drache (Tom and Jerry: The Lost Dragon)

### Serien
- 1988: The Completely Mental Misadventures of Ed Grimley
- 1988–1990: Fantastic Max
- 1990: Captain N & the Adventures of Super Mario Bros. 3
- 1990: Potsworth & Co.
- 1991: Zurück in die Zukunft (Back To the Future)
- 2001–2002: Mickys Clubhaus
- 2003–2006: Au Schwarte! (Jakers! The Adventures of Piggley Winks)
- 2003–2005: Lilo & Stitch (Lilo & Stitch: The Series)
- 2005–2007: Kuzco’s Königsklasse (The Emperor’s New School)
- 2006–2008: Yin Yang Yo!
- 2010–2013: Planet Max (Planet Sheen)
- seit 2015: Guardians of the Galaxy
- 2018–2020: Star Wars Resistance